# Plitzschenhäuser
Die Plitzschenhäuser sind eine Häusergruppe bestehend aus derzeit etwa 5 Häusern, die sich nahe Wernesgrüns befinden und damit zur Gemeinde Steinberg im sächsischen Vogtlandkreis gehören.

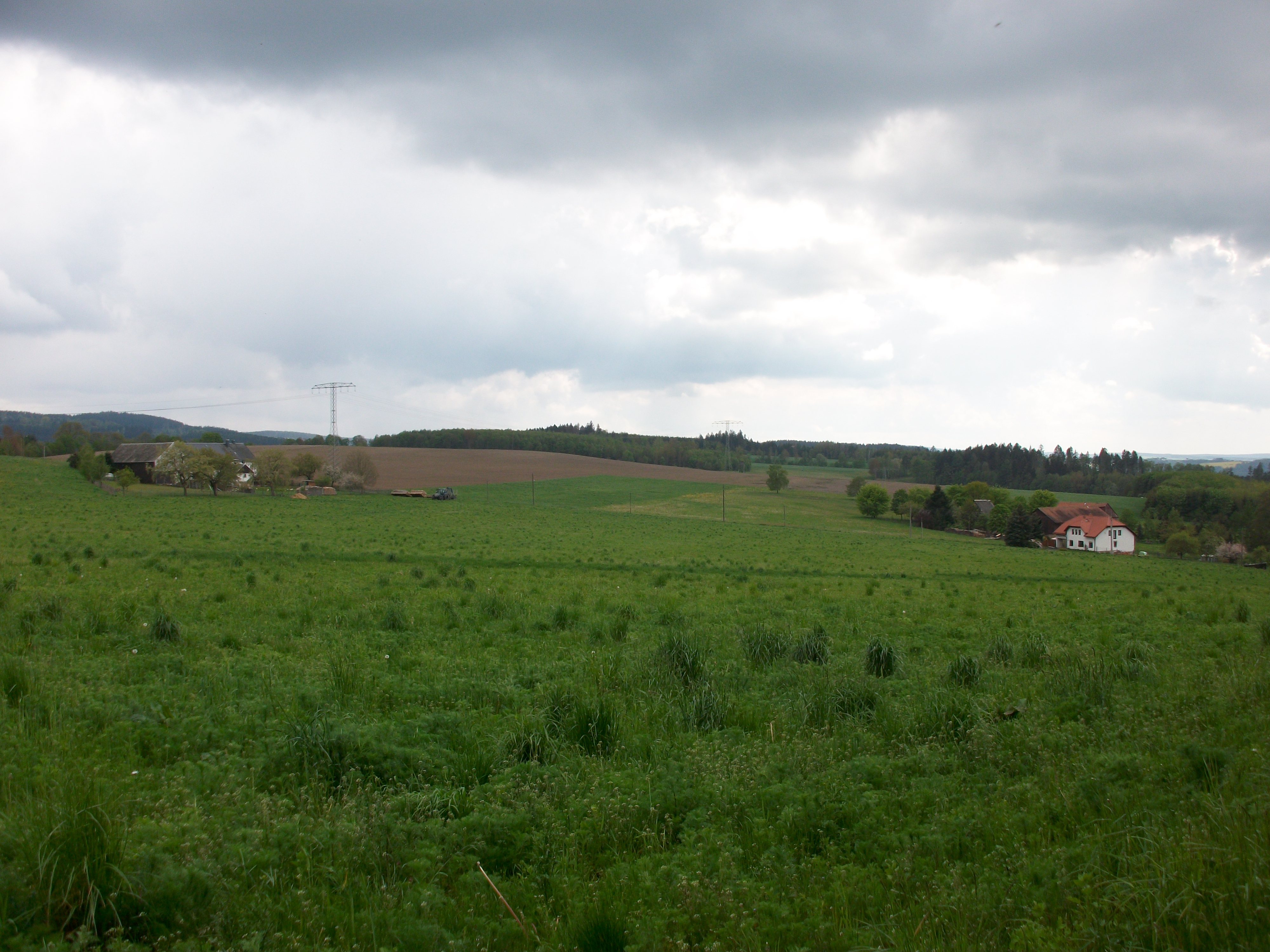
Die Siedlung Plietzsch (2021)

## Lage
Die Plitzschenhäuser liegen nordwestlich von Wernesgrün auf dem Berghang zwischen Wernesgrün und Wildenau. Die Plitzschenhäuser sind über eine Straße namens Plietzsch an das Straßennetz angebunden. Sie liegen etwa 200 m von Wernesgrün entfernt und befinden sich auf einer Höhe von etwa 569 m.

## Geschichte
Die Häusergruppe ist erstmals 1557 als Plizeltth erwähnt. Damals gehörten die Plitzschenhäuser, die das nächste Mal 1875 schon als solche bezeichnet wurden, zum Rittergut Göltzsch und zählten als Einwohner 6 besessene Mann und einen „Inwohner“. 1875 waren die Plitzschenhäuser nach Auerbach eingepfarrt und hatten 17 Einwohner. Seit 1994 gehören die Häuser gemeinsam mit Wernesgrün zur Gemeinde Steinberg im Vogtlandkreis. Zuvor waren die Häuser zunächst Teil der Amtshauptmannschaft Auerbach und später des (Land-) Kreises Auerbach.

## Belege
1. ↑  Plitzschenhäuser – HOV | ISGV. Abgerufen am 6. Dezember 2022.